# Simulium limbatum
Simulium limbatum är en tvåvingeart som beskrevs av Frederick Knab 1915. Simulium limbatum ingår i släktet Simulium och familjen knott. Inga underarter finns listade i Catalogue of Life.